# Bolwerk
Bolwerk (kaszub. Bùlwark) – osada w Polsce, w województwie pomorskim, w powiecie kartuskim, w gminie Stężyca. Wchodzi w skład sołectwa Kamienica Szlachecka.
Do 2023 miejscowość była częścią wsi Kamienica Szlachecka.
W latach 1975–1998 Bolwerk administracyjnie należał do województwa gdańskiego.
Bolwerk 31 grudnia 2011 r. miał 58 stałych mieszkańców.
Występuje również wariant nazwy wsi w formie Bulwerk.